# Найвлучніший (фільм)
«Найвлучніший» (англ. The Shootist) — вестерн 1976 року режисера Дона Сігела на основі однойменного роману Глендона Свортаута з Джоном Вейном у головній ролі. Ця роль в кіно для Джона Вейна стала останньою.

## Сюжет
Знаменитий стрілець Дж. Б. Букс, відчувши болі в тілі, звертається до лікаря, який діагностує в нього рак. Не повіривши йому, Букс їде в Карсон-Сіті, де його добрезнайомий лікар Гостетлер підтверджує діагноз і повідомляє, що жити йому залишилося зовсім мало. Букс поселяється в пансіонаті вдови Бонд Роджерс, сподіваючись залишитися невідомим, але досить швидко про нього дізнаються в місті, і відразу з'являється кілька бажаючих пристрелити Букса через славу, заради помсти чи з інших причин. На його смерті хочуть заробити і місцевий газетяр, і трунар, і навіть колишня кохана. Деяку розраду Букс знаходить у спілкуванні з Бонд Роджерс та її сином Гілломом.
Зрештою в день народження Букса у барі відбувається фінальна сутичка Букса з охочими його вбити. Букс вбиває трьох нападників, але сам отримує постріл в спину від бармена. Гіллом вбиває бармена з пістолету Букса, а потім викидає його. Букс помирає з посмішкою.

## У ролях
| Актор            | Роль                   |
| ---------------- | ---------------------- |
| Джон Вейн        | Дж. Б. Букс            |
| Лорен Беколл     | Бонд Роджерс           |
| Рон Говард       | Гіллом Роджерс         |
| Джеймс Стюарт    | доктор Е. В. Гостетлер |
| Річард Аллен Бун | Майк Свіні             |
| Г'ю О'Браєн      | Джек Пулфорд           |
| Білл МакКінні    | Джей Кобб              |

| Актор           | Роль                         |
| --------------- | ---------------------------- |
| Гаррі Морган    | міський маршал Волтер Тібідо |
| Джон Керрадайн  | трунар Беккум                |
| Шері Норт       | Серепта                      |
| Рік Ленц        | репортер Ден Добкінс         |
| Скетман Крозерс | коваль Мозес                 |
| Альфред Денніс  | перукар                      |

## Критика
Фільм отримав схвальні відгуки від критиків та глядачів. На Rotten Tomatoes його оцінки 81% на основі 26 відгуків від критиків і 88% від більш ніж 5 000 глядачів.
Фільм отримав нагороду Національної ради кінокритиків США в категорії «Найкращі десять фільмів» 1976 року.
Художник-постановник Роберт Ф. Бойл та декоратор Артур Джеф Паркер були номіновані на премію «Оскар» за найкращу роботу художника-постановника.
Лорен Беколл була номінована на Премію БАФТА за найкращу жіночу роль (кіно).
Рон Говард був номінований на Премію «Золотий глобус» за найкращу чоловічу роль другого плану — кінофільм.
Сценаристи Майлз Худ Свортаут та Скотт Гейл були номіновані на Премію Гільдії сценаристів Америки за найкращий адаптований сценарій.